# Myristoylierung

Strukturformel der Myristinsäure

Myristoylierung (auch N-Myristoylierung oder Myristylierung genannt) ist der Prozess, bei dem Myristinsäure (Myristat) an den N-terminalen Glycinrest von Proteinen angehängt wird. Das Anhängen dieser Fettsäure geschieht sehr spezifisch und ist eine wichtige meistens cotranslationale aber auch posttranslationale Modifikation von Proteinen.
Myristinsäure wird irreversibel an ein N-terminales Glycin durch die sogenannte N-Myristoyltransferase gekoppelt. Dieser Prozess vollzieht sich in der Regel direkt nach einer spezifischen Proteolyse, d. h. Enzyme spalten das Protein, so dass ein Peptid mit N-terminalem Glycin entsteht (oftmals wird nur das initiale Methionin abgespalten).
N-Myristoylierung vermittelt schwache, reversible Interaktionen mit der Zellmembran und anderen Proteinen. Über die Myristoylierung lässt sich zusätzlich der Transport und die Lokalisation von Proteinen steuern. Ein Beispiel für myristoylierte Proteine sind die Src-Kinase-Familie, etliche G-Proteine und andere. Bei Pflanzen spielt Myristoylierung auch eine wichtige Rolle in der Signaltransduktion bei der Reaktion auf Stress.